# Filino de Cos
Filino de Cos (griego: Φιλῖνος ὁ Κῷος; siglo III a. C.) fue un médico de la Antigua Grecia, discípulo de Herófilo. Influenciado por Pirrón de Élide y Timón de Fliunte, se considera que fue  el fundador de la escuela empírica, junto a Serapión de Alejandría. La escuela empírica rechazaba todo principio dogmático y solo eran válidos los datos de la experiencia. Escribió una obra sobre parte de la colección hipocrática dirigida contra Baquio, y también una sobre botánica, ninguna de las cuales ha sobrevivido. Quizás sea esta obra posterior la que cita Ateneo, Plinio, y Andrómaco.